# 전준홍
전준홍(1977년 4월 7일 ~ )은 대한민국의 모델 겸 배우이다.

## 학력
- 서울예술대학 영화과

## 출연작

### 드라마
- 《대한민국 변호사》 (MBC, 2008년)

### 영화
- 《부산》 (2009년) - 장 실장 역
- 《4교시 추리영역》 (2009년) - 병수 역
- 《아랑》 (2006년) - 정호 역

### 뮤직비디오
- 투문 - Want You Back (2010년)
- 나윤권 - 기대 (2005년)
- V.O.S - 시한부 (2005년)
- 박미경 - JUST ONE (2003년)
- 윤도현 - 사랑했나봐 (2005년)

## 경력
- 2008년 제3회 아시아모델상시상식 패션모델상
- 2004년 사진작가 선정 올해의 남자 모델상